# Paus Bonifatius V
Bonifatius V (Napels, geboortedatum onbekend - sterfplaats onbekend, 25 oktober 625) was de 69e paus van 619 tot 625 na een sedisvacatie van ruim 1 jaar.
Hij werd op 23 december 619 tot paus gewijd. Hij heeft veel betekend voor het kerstenen van Engeland en vaardigde het decreet uit dat kerken een toevluchtsoord voor misdadigers moesten zijn.
Bonifatius V was een Napolitaan van geboorte en volgde paus Adeodatus I op. Nog voor zijn inauguratie werd Italië opgeschrikt door het oproer van de eunuch Eleutherius, de exarch van Ravenna. Deze patriciër, die ook pauselijke ambities had, werd echter al tijdens zijn mars op Rome door zijn eigen troepen vermoord.
De Liber Pontificalis vermeldt dat Bonifatius enige wetten uitvaardigde over de functie van kerkgebouwen als vrijplaatsen; aan de kerkelijke vertegenwoordigers gaf hij opdracht de wetten van het keizerrijk inzake testamenten te respecteren. Ook schreef hij voor dat akolieten geen relieken van martelaren mochten overdragen en dat in de San Lorenzo van Lateranen zij niet de plaats van dekens mochten innemen bij het toedienen van het doopsel. Bonifatius liet het kerkhof van Sint Nicodemus aan de Via Nomentane voltooien en wijdde dit ook in. In het Liber Pontificalis wordt Bonifatius omschreven als "een zeer zachtaardig man" wiens liefde vooral de geestelijkheid gold.
De Eerwaarde Beda maakte melding van zijn diepgaande belangstelling voor de Engelse Kerk. De 'vermanende brieven' die hij geschreven zou hebben aan aartsbisschop Mellitus van Canterbury en aan bisschop Justus van Rochester zijn niet bewaard gebleven, maar wel enkele andere. Een daarvan is geschreven aan Justus, toen hij in 624 Mellitus opvolgde als aartsbisschop van Canterbury. Hierbij draagt hij het bisschoppelijke pallium formeel aan hem over en draagt hem op "bisschoppen te wijden, waar dat nodig is".
Volgens Beda schreef paus Bonifatius ook een brief aan koning Edwin van Northumbria (625) waarin hij de koning aanspoorde het christelijk geloof te omarmen. Zijn reeds christelijke vrouw, prinses Æthelburga, werd in deze brief aangespoord als pleitbezorgster op te treden. Deze brief lijkt inderdaad effect gehad te hebben.
Bonifatius stierf op 25 oktober 625 en werd in de Sint Pieter begraven.
Cursief: tegenpaus